# Papyrus Oxyrhynchus 5101

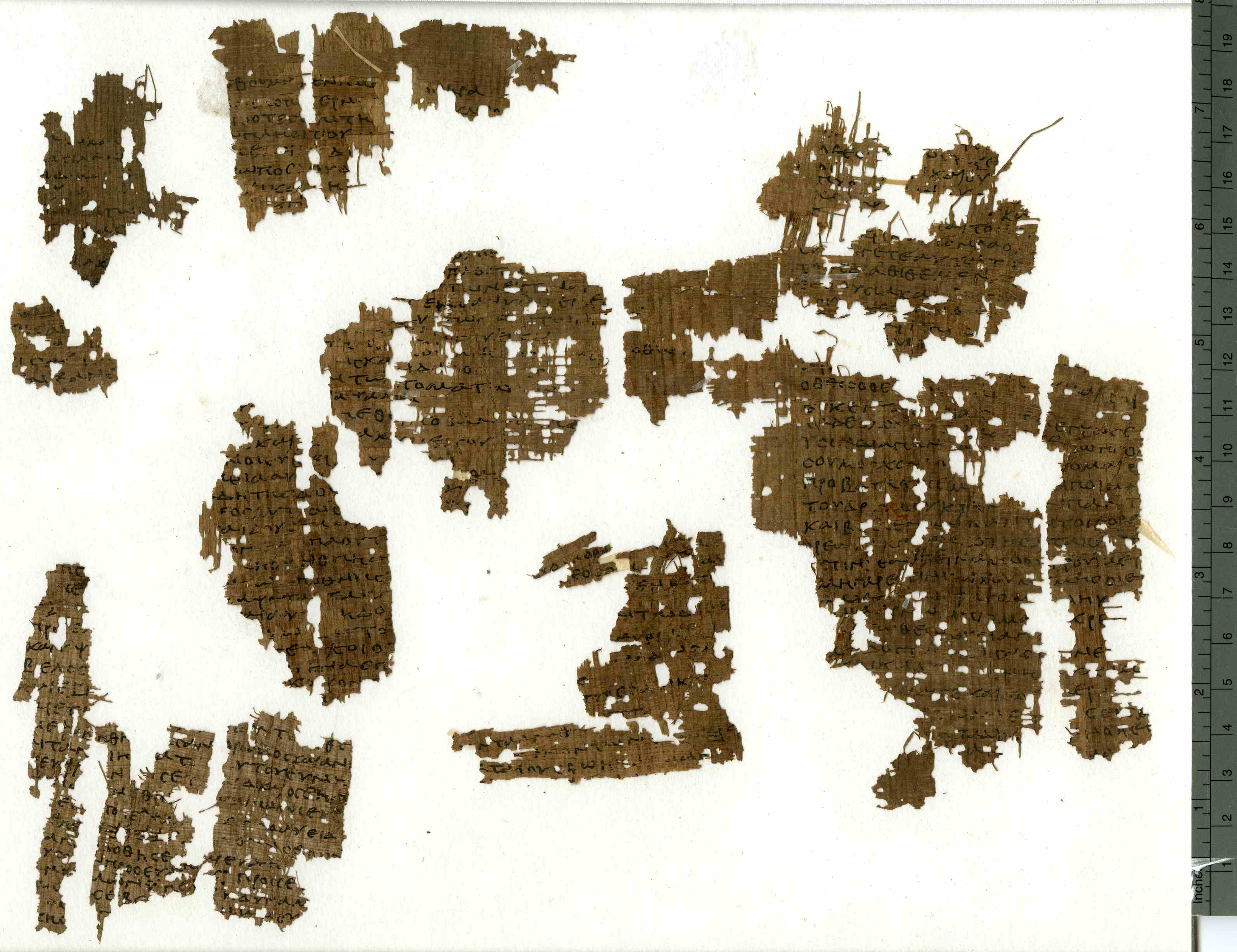
Papyrus Oxyrhynchus 5101

O Papyrus Oxyrhynchus 5101, designado P.Oxy.LXXVII 5101 (LDAB 140272; Rahlfs 2227) contém fragmentos de um manuscrito em grego koiné da Septuaginta (LXX), escrito em papiro em forma de rolo. Foi datado paleograficamente como tendo sido escrito entre 50 e 150 C.E.